# 施世榜
施世榜（1671年11月26日—1743年1月27日），字文標，號澹亭，為福建省泉州府晉江縣安平（今日晉江市安海鎮）人，祖籍河南固始，後隨父親施啟秉來臺在臺灣鳳山縣落籍，為鳳山縣拔貢生:23。是清代臺灣重大水利工程——八堡圳的創建者。他是施琅的族侄，其父施啟秉與施琅同為潯海施氏十六世，乃第七世祖之後代，而施琅為三房之後，施啟秉為二房之後:9。
施世榜除開鑿八堡圳外，還在臺灣府城大南門外捐建敬聖樓、捐學田給海東書院、建恩赦橋，於晉江修文廟、安平橋，亦修建了鳳山縣文廟:133。此外施世榜也先後在康熙五十七年（1718年）與雍正四年（1726年）重修泉安龍山寺與捐地擴建天上聖母宮（今鹿港天后宮），並捐獻銀元五十元以整修潯海施氏大宗祠:137。他在林先生廟與鹿港天后宮右廂供有其祿位:83。
《彰化縣志》載說他「性嗜古，善楷書」，其詩作有幾首收入方志之中:139。

## 生平
施世榜與父親施啟秉約在康熙三十二年（1693年）時來臺，最初居住鳳山，並在臺灣府城置有門第，此外施家在鳳山縣下淡水西港東上里置有田產，於鳳山縣經營蔗糖業與白米業，而後在康熙三十六年時（1697年）成為鳳山縣拔貢生:23、24。
其父施啟秉約在康熙四十年（1701年）左右曾招募人手到半線開墾:67，後康熙四十八年（1709年）施啟秉去世，開墾事業由其長子施世榜接手，墾號為施長齡，同年開始於東螺保興建八堡圳:264，於康熙五十八年（1719年）完工。但水圳完工之初運轉並不順利，後得一位林先生指點，才使水圳順利運轉，後人感念其功德，遂建「林先生廟」以祭祀。而在這之後，施世榜設有圳長、埤甲、埤匠、巡圳等職來管理水圳事務:90，並將田園分給八子三弟，並沿圳設十二租館（海口水尾四館，水頭八館）來管理收租與圳務:97、98。而八堡圳灌溉一萬一千餘甲的田地中，施家擁地約有五千多甲，租穀收入約有45000石:106、265。而在康熙六十年（1721年）時，施世榜又築有福馬圳（惡馬圳）:265。
康熙六十年（1721年）爆發朱一貴事件時，閩浙總督覺羅滿保任命剛好人在晉江安海的施世榜為參軍事，與其三弟施世黻於該年六月隨福建水師提督施世驃、南澳鎮總兵藍廷珍來臺處理，而之後施世榜又自備行糧募集壯丁前往瑯嶠（今恆春）搜捕劉國基、顏廷、張賽、李法、蔡承祖等參與起事人士，而後又與游擊林秀前往阿猿林（今高雄大樹區）繼續搜捕，此外他也召集難民兩千多人安撫復業。由於上述事蹟，施世榜因而獲得「都司」一職，後來因為他有許多捐獻善行，授以壽寧教諭。乾隆初期（1737－1740年）時又因捐納獲兵馬司副指揮一職，不久告歸。:118－125
他於乾隆八年（1743年）正月初二去世，卒年72歲。

## 妻兒
施世榜有娶過六房妻妾，三任妻子分別是出身福建泉安安平的黃氏（1676年－1704年）、福建泉安西垵的曾氏（1687年－1716年）與廈門的沈氏（1694年－1754年，閨名壽官，諡淑慈），而另外三名側室分別是王氏、李氏、許氏:149。六位妻妾共為他生下九子:150、258：
| 姓名字號     | 生母 | 備註                                                                         |
| ------------ | ---- | ---------------------------------------------------------------------------- |
| 施士安，名慶 | 黃氏 |                                                                              |
| 施士燝，名越 | 黃氏 | 過繼給施世榜二弟施世魁；雍正十一年（1733年）鳳山縣歲貢生，曾任興化訓導:175。 |
| 施士晟，名秦 | 黃氏 | 譜名慎齊，字伯涵（1701年－雍正年間），無子，由施士安次子施國義過繼:175。     |
| 施士齡，名妙 | 曾氏 | 又一說生母為黃氏                                                             |
| 施士膺，名老 | 曾氏 | 又一說作「士鷹」                                                             |
| 施士諒       | 王氏 | 又一說作「士量」；譜名誠齊，字伯友（1717年－1745年），娶妻陳氏、王氏:176。   |
| 施士齊       | 沈氏 | 又一說作「士舉」、生母為王氏                                                 |
| 施士姜       | 李氏 | 又一說作「士薑」                                                             |
| 施士範       | 許氏 | 又一說作「士盛」；乾隆二十五年（1760年）鳳山附生，捐得例貢:176。             |